# يوهان آوغست أرفيدسون
يوهان آوغست أرفيدسون (بالسويدية Johan August Arfwedson) هو كيميائي سويدي عاش بين 12 يناير 1792 و28 أكتوبر 1841، والذي ينسب إليه اكتشاف عنصر الليثيوم عام 1817 جراء أبحاثه على معدن البيتاليت.

## حياته
ينتمي يوهان آوغست أرفيدسون إلى عائلة غنية برجوازية، فوالده كان تاجر جملة وصاحب معامل في السويد. ولد في ولاية فاسترغوتلاند السويدية ودرس الحقوق في جامعة أوبسالا عام 1809، ثم نال درجة ثانية في علم المعادن عام 1812.
تعرف أرفيدسون في ستوكهولم على يونس ياكوب بيرسيليوس، والذي سمح له بالعمل في مختبراته، حيث اكتشف هناك فلز الليثيوم أثناء دراسته لمعدن البيتاليت.
قام أرفيدسون بين عامي 1818 و1819 بجولة أوروبية، بعد عودته قام بإنشاء مختبره الخاص على نفقته. انتخب كعضو في الأكاديمية الملكية السويدية للعلوم عام 1821.
سمّي معدن أرفيدسونيت على شرف هذا العالم.